# Rafaela Borggräfe
Rafaela Borggräfe (* 5. März 2000 in Emmendingen) ist eine deutsche Fußballspielerin.

## Karriere

### Vereine
Rafaela Borggräfe spielte Juniorenstationen beim SC Holzhausen und beim SC March. Sie wechselte 2013 zum SC Freiburg und spielte in dessen U14-, U15-, U17- und U20-Mannschaften. In der Saison 2020/21 war sie an den FC Aarau ausgeliehen und stieg mit dem Verein als Meister in die NLA auf. In der Bundesliga-Saison 2021/22 löste Borggräfe Lena Nuding als Stammtorhüterin beim SC Freiburg ab. Für den SC spielte sie erstmals im September 2021 im DFB-Pokal-Wettbewerb gegen die SpVgg Germania Ebing. Da sich Lena Nuding im Sommer 2022 an der Hand verletzte, blieb Borggräfe weiterhin die Stammtorhüterin beim Sport-Club. Aufgrund einer Erkrankung verpasste sie die gesamte Rückrunde der Saison 2022/23 sowie das DFB-Pokalfinale. Sie kehrte im Dezember 2023 zur ersten Mannschaft zurück. Im April 2025 gab der SC bekannt, dass Borggräfe ihren Vertrag nicht verlängere und somit den Verein nach zwölf Jahren verlassen werde. Ab der Saison 2025/26 spielt Borggräfe für den FC Liverpool in der englischen FA Women’s Super League.

### Nationalmannschaft
Borggräfe kam in den Nachwuchsnationalmannschaften des DFB in den Altersklassen U16-, U17- und U19 in insgesamt acht Länderspielen zum Einsatz. Sie stand im Kader für die U19-EM 2019, kam im Turnier jedoch nicht zum Einsatz. Im Oktober 2024 wurde sie in die reaktivierte U23-Nationalmannschaft Deutschlands nachnominiert und beim 3:0-Sieg gegen Spanien erstmals eingesetzt. Im Dezember nominierte sie Bundestrainer Wück für das Länderspiel der A-Nationalmannschaft gegen Italien nach.

## Erfolge
- DFB-Pokalfinalist: 2019 (ohne Einsatz), 2023 (ohne Einsatz) (beide mit dem SC Freiburg)

## Sonstiges
Borggräfe studiert Sportwissenschaft an der Albert-Ludwigs-Universität Freiburg.